# Кузнеці (Слободський район)
Кузнеці́ (рос. Кузнецы) — присілок у складі Слободського району Кіровської області, Росія. Входить до складу Шиховського сільського поселення.
Населення становить 7 осіб (2010, 6 у 2002).
Національний склад станом на 2002 рік — росіяни 100 %.